# Писаревщина (Великобагачанский район)
Писаревщина (укр. Писарівщина) — село, Балаклеевский сельский совет, Великобагачанский район, Полтавская область, Украина.
Код КОАТУУ — 5320280603. Население по переписи 2001 года составляло 50 человек.

## Географическое положение
Село Писаревщина находится на берегу реки Балаклейка, выше по течению на расстоянии в 2 км расположено село Корниенки, ниже по течению на расстоянии в 1,5 км расположено село Балаклея.